# Pinacoplus
Pinacoplus is een geslacht van vlinders van de familie uilen (Noctuidae), uit de onderfamilie Hadeninae.

## Soorten
- P. didymogramma Erschoff, 1874
- P. eberti Boursin, 1968